# 石井敏弘 (科学技術官僚)
石井 敏弘（いしい としひろ）は、日本の科学技術官僚。科学技術庁研究開発局長や、科学技術庁長官官房長、宇宙開発事業団副理事長、ライフサイエンス振興財団理事長、学校法人立命館評議員などを歴任した。

## 人物・経歴
1964年、立命館大学法学部卒業、科学技術庁入庁、振興局振興課。科学技術庁計画局科学調査官、科学技術庁研究調整局宇宙企画課長、科学技術庁長官官房審議官等を経て、1992年科学技術庁研究開発局長。1994年科学技術庁長官官房長。1996年宇宙開発事業団理事。2000年宇宙開発事業団副理事長。2009年ライフサイエンス振興財団理事長。学校法人立命館評議員、日本宇宙フォーラム理事長なども務めた。

## 脚註
1. ↑  「2003年度法学部同窓会総会は6月29日（日）午後2時東京・虎ノ門パストラルでの開催です！！」立命館大学校友会
2. ↑  「平成13年度事業報告書」宇宙航空研究開発機構
3. ↑  第91回国会 参議院 文教委員会 第5号 昭和55年3月27日国会
4. ↑  第102回国会 衆議院 運輸委員会 第8号 昭和60年4月12日国会
5. ↑  第118回国会 衆議院 科学技術委員会 第2号 平成2年4月17日国会
6. ↑  第125回国会 衆議院 科学技術委員会 第1号 平成4年12月8日国会
7. ↑  「宇宙開発事業団の役員のうち退職公務員および独立行政法人等（宇宙開発事業団を含む）の退職者の氏名、役職、役員就任年月日及び経歴」宇宙航空研究開発機構
8. ↑  公益財団法人 ライフサイエンス振興財団 理事長 石井 敏弘公益財団法人 ライフサイエンス振興財団
9. ↑  「財団30年の活動」ライフサイエンス振興財団
10. ↑  「2020年度 役員等 （2020年4月24日現在」立命館
11. ↑  一般財団法人日本宇宙フォーラムJ-GLOBAL ID：200905036038559343